# Axel Pape

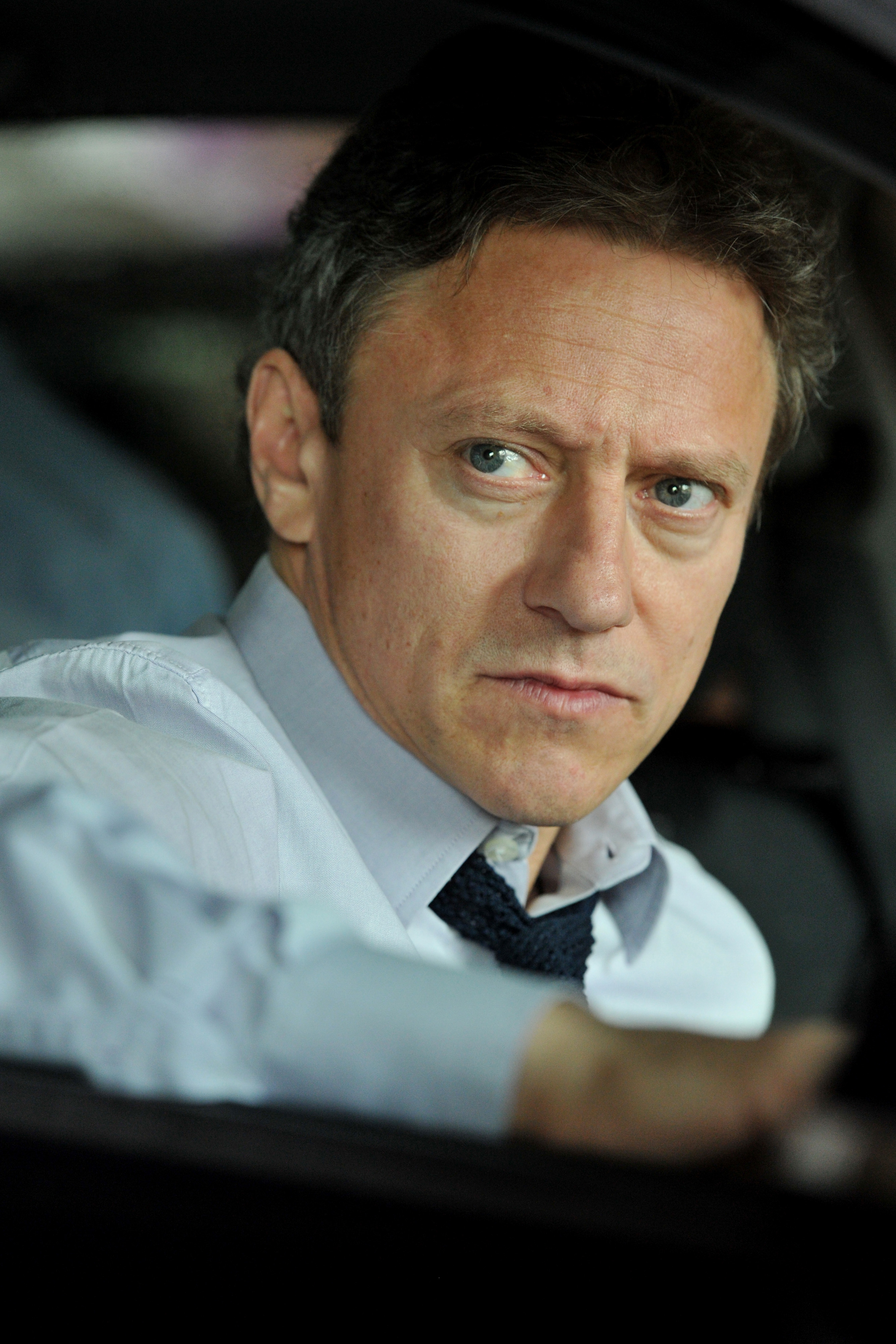
Axel Pape (2012)

Axel Pape (* 26. September 1956 in Düsseldorf) ist ein deutscher Theater-, Film- und Fernsehschauspieler.

## Werdegang
Axel Pape begann seine Karriere am Theater, bevor er Mitte der 1990er Jahre sein  TV-Debüt als Kommissar Severing in der Serie Die Wache gab. In der Folge spielte er unter anderem in dem Kinofilm 14 Tage lebenslänglich, in dem Stauffenberg-Drama Die Stunde der Offiziere und in der Tatort-Reihe. In dem langjährigen Serienerfolg Im Namen des Gesetzes war er als Oberstaatsanwalt Kampen zu sehen. Die Kinoproduktion Wir sind jung. Wir sind stark. von Burhan Qurbani, bei der er ebenfalls eine Rolle hatte, war 2015 für den Deutschen Filmpreis nominiert. Auch in TV-Formaten wie Lutter, der SoKo-Reihe, Die Chefin, Bettys Diagnose und Letzte Spur Berlin war er zu sehen.
Mit seinem Bruder Lars Pape als Regisseur produzierte er den Dokumentarfilm: Warum halb Vier über die Faszination des Fußballs mit Joachim Król, Rudi Assauer, Reiner Calmund, Rudi Völler und den ehemaligen Fußball-Nationalspielern Fredi Bobic und Thomas Hitzlsperger.
Seit 2014 gastiert Pape zudem am Schauspiel Köln. Die szenische Lesung Baer und Pape lesen Fassbinders Lola – nur ganz anders wurde zum Literaturfest Niedersachsen und zum Jubiläum der Biberacher Filmfestspiele 2018 eingeladen. In seinem aktuellen Lesungsprogramm KüstenNebel präsentiert Pape Texte von Jan Brandt und Hans-Erich Viet.
Axel Pape ist Mitglied der Deutschen Filmakademie und Botschafter des Deutschen Kinderhilfswerkes.

## Filmographie (Auswahl)
- 1990: Abenteuer Airport
- 1990: Liebesgeschichten
- 1991: Wer hat Angst vor Rot, Gelb, Blau?
- 1992: Ingolf Lücks Sketchsalat
- 1994–1996: Die Wache
- 1995: Auf dünnem Eis
- 1996: Kuppke
- 1996: Im Namen des Gesetzes (Tot im Netz)
- 1996: Uno di noi (Miniserie)
- 1997: 14 Tage lebenslänglich
- 1997: Ein Schutzengel auf Reisen
- 1997: Für alle Fälle Stefanie
- 1997: Virus X – Der Atem des Todes
- 1997–1999: Medicopter 117
- 1998–2012: Alarm für Cobra 11 – Die Autobahnpolizei
- 1998: Aprilkinder
- 1998: Chainsmoker (Short)
- 1998: Die Bubi-Scholz-Story
- 1998: Drop Out – Nippelsuse schlägt zurück
- 1999: Balko
- 1999: Callboys – Jede Lust hat ihren Preis (Fernsehfilm)
- 1999: Ein Fall für zwei
- 1999–2012: Küstenwache (Fernsehserie)
- 1999: Lola and Billy the Kid
- 1999: Verführt – Eine gefährliche Affäre
- 2000: Alle Kinder brauchen Liebe
- 2000: Die Kommissarin (Fernsehserie)
- 2000: Die Motorrad-Cops – Hart am Limit (Fernsehserie)
- 2000: Rotlicht – In der Höhle des Löwen (Fernsehfilm)
- 2001: Der Ermittler
- 2001: Ich pfeif' auf schöne Männer (Fernsehfilm)
- 2001: Paps, Versprechen hält man! (Fernsehfilm)
- 2002: Mord an Bord (Fernsehfilm)
- 2002: Rotlicht – Die Stunde des Jägers (Fernsehfilm)
- 2002: Tatort – Endspiel
- 2003: Baltic Storm
- 2003: Dirty Sky
- 2003: Alphateam – Die Lebensretter im OP (Folge 8x15)
- 2004: Die Stunde der Offiziere
- 2005: Tatort – Ohne Beweise
- 2005–2007 Im Namen des Gesetzes
- 2009: SOKO Stuttgart – Kindergeburtstag (Fernsehserie)
- 2010: Die Rosenheim-Cops – Voodoo in Rosenheim
- 2012: Der Fall Jakob von Metzler
- 2012–2018: Notruf Hafenkante
- 2013: SOKO Wismar – Der stille Herr Heisenberg (Fernsehserie)
- 2013: Heiter bis tödlich: Morden im Norden – Der Fingerzeig (Fernsehserie)
- 2014: Wir sind jung. Wir sind stark.
- 2016: SOKO Köln – Tödliche Therapie
- 2016: Die Chefin – Ein Ehrenwertes Haus (Fernsehserie)
- 2016–2017, 2019: Bettys Diagnose
- 2020: Tatort: Unklare Lage
- 2021: Der Zürich-Krimi: Borchert und der eisige Tod
- 2022: Retoure (Fernsehserie)
- 2024: SOKO Wismar - Trautes Heim (Fernsehserie)
- 2024: Die Ermittlung